# Alfred Posselt
Alfred Posselt fue un deportista checoslovaco que compitió en luge en las modalidades individual y doble. Ganó dos medallas de bronce en el Campeonato Europeo de Luge, en los años 1928 y 1934.

## Palmarés internacional
| Campeonato Europeo | Campeonato Europeo      | Campeonato Europeo | Campeonato Europeo |
| Año                | Lugar                   | Medalla            | Prueba             |
| ------------------ | ----------------------- | ------------------ | ------------------ |
| 1928               | Schreiberhau (Alemania) | Medalla de bronce  | Doble              |
| 1934               | Ilmenau (Alemania)      | Medalla de bronce  | Individual         |